# Neozelia alini
Neozelia alini là một loài ruồi trong họ Tachinidae.